# Északi Stájer-Alpok
Az Északi Stájer-Alpok (németül Steirische Nordalpen) az Alpok keleti részében található hegyvonulat, melyet az Alpok SOIUSA szerinti felosztása során határoztak meg. Bár főként Stájerországban terül el, nevével ellentétben északkeleti része Alsó-Ausztriában található, északnyugaton pedig átnyúlik Felső-Ausztriába.

## Földrajz
A körzetet a Keleti-Alpok fővonulatától a Schober-hágó választja el, amely a Seckaui- és az Ennsvölgyi-Alpok között található. Ehhez a SOIUSA-körzethez tartozik az Alpok legkeletibb, 2000 méteres magasságot meghaladó hegye: a Schneeberg.
Az egész hegyvonulat a Duna vízgyűjtő területéhez tartozik. Jelentősebb folyói: az Enns a belé torkolló Salzával, illetve az itt eredő Mürz és az őt befogadó, a körzetet délen érintő Mura.

### SOIUSA szerinti osztályozás
A SOIUSA szerint az Északi Stájer-Alpok a Keleti-Alpok egy körzete az alábbi osztályozásnak megfelelően:
- fő rész (settore) = Keleti-Alpok
- övezet (grande settore) = Északi-Keleti-Alpok
- körzet (sezione) = Északi Stájer-Alpok
- kód = II/B-26

### Az Északi Stájer-Alpok felosztása
Az Északi Stájer-Alpok körzete 2 alkörzetre (sottosezione), továbbá 6 szupercsoportra (supergruppo) osztható. Ezek rendre a következőek a legmagasabb csúcsaikkal, illetve SOIUSA-kódjaikkal:
- Ennsvölgyi-Alpok – II/B-26.I.
  - Haller Mauern – Großer Pyhrgas 2244 m – II/B-26.I.A.
  - Gesäuse - Hochtor 2369 m – II/B-26.I.B.
  - Eisenerzi-Alpok - Gößeck 2214 m – II/B-26.I.C.
- Északkeleti Stájer-Alpok – II/B-26.II.
  - Hochschwab-csoport - Hochschwab 2277 m – II/B-26.II.A.
  - Mürzstegi-Alpok - Hohe Veitsch 1981 m – II/B-26.II.B.
  - Rax-Schneeberg-csoport - Klosterwappen 2076 m – II/B-26.II.C.

## Nevezetesebb csúcsok
A Stájer Elő-Alpok néhány nevezetesebb csúcsa:
| Csúcs         | méter | láb  |
| ------------- | ----- | ---- |
| Hochtor       | 2369  | 7770 |
| Hochschwab    | 2277  | 7472 |
| Klosterwappen | 2076  | 6809 |
| Heukuppe      | 2007  | 6583 |
| Windberg      | 1903  | 6242 |